# Biathlon na Zimowych Igrzyskach Olimpijskich 1998 – sztafeta kobiet
Biathlonowa sztafeta kobiet na Zimowych Igrzyskach Olimpijskich 1998 na dystansie 4 x 7,5 km odbyła się 19 lutego. Była to trzecia i ostatnia żeńska konkurencja biathlonowa podczas tych igrzysk. Zawody odbyły się na trasach w Nozawa Onsen, niedaleko Nagano. Do biegu zostało zgłoszonych 17 reprezentacji. 
Tytułu mistrzyń olimpijskich nie obroniła reprezentacja Rosji, która tym razem zajęła drugie miejsce. Nowymi mistrzyniami olimpijskimi zostały Niemki, a brązowy medal wywalczyły reprezentantki Norwegii. Był to pierwszy w historii triumf olimpijski Niemiec w tej konkurencji.

## Wyniki
| Pozycja | Nr | Reprezentacja                                                                                      | Czas                                      | Strzelanie (L+S)                         | Strata   |
| ------- | -- | -------------------------------------------------------------------------------------------------- | ----------------------------------------- | ---------------------------------------- | -------- |
| 01 !    | 6  | Niemcy · Uschi Disl · Martina Zellner · Katrin Apel · Petra Behle                                  | 1:40:13,6 25:20,3 24:46,1 24:39,2 25:28,0 | 0+5 0+6 0+2 0+3 0+1 0+0 0+0 0+2 0+2 0+1  | –        |
| 02 !    | 7  | Rosja · Olga Mielnik · Galina Kuklewa · Albina Achatowa · Olga Romaśko                             | 1:40:25,2 25:32,1 24:27,4 24:59,8 25:25,9 | 0+7 0+2 0+1 0+2 0+3 0+0 0+2 0+0 0+1 0+0  | +11,6    |
| 03 !    | 4  | Norwegia · Ann-Elen Skjelbreid · Annette Sikveland · Gunn Margit Andreassen · Liv Grete Skjelbreid | 1:40:37,3 25:47,2 24:55,0 25:20,8 24:34,3 | 1+4 1+6 0+1 1+3 1+3 0+1 0+0 0+0 0+0 0+2  | +23,7    |
| 4       | 8  | Słowacja · Martina Schwarzbacherová · Anna Murínová · Tatiana Kutlíková · Soňa Mihoková            | 1:41:20,6 24:44,5 24:57,1 26:31,5 25:07,5 | 0+5 2+4 0+1 0+0 0+2 0+1 0+1 2+3 0+1 0+0  | +1:07,0  |
| 5       | 3  | Ukraina · Wałentyna Cerbe-Nesina · Ołena Petrowa · Tetiana Wodopjanowa · Ołena Zubryłowa           | 1:42:32,6 26:36,5 25:20,9 25:43,9 24:51,3 | 0+3 0+3 0+0 0+2 0+0 0+0 0+2 0+0 0+1 0+1  | +2:19,0  |
| 6       | 9  | Czechy · Kateřina Losmanová · Irena Česneková · Jiřina Pelcová · Eva Háková                        | 1:43:20,5 25:32,4 26:16,6 26:49,7 24:41,8 | 0+4 0+6 0+1 0+0 0+1 0+3 0+1 0+1 0+1 0+2  | +3:06,9  |
| 7       | 17 | Chiny · Yu Shumei · Sun Ribo · Liu Jinfeng · Liu Xianying                                          | 1:43:32,6 25:15,7 25:17,2 25:59,0 27:00,7 | 0+4 1+6 0+1 0+0 0+0 0+2 0+1 0+1 0+2 1+3  | +3:19,0  |
| 8       | 5  | Francja · Christelle Gros · Emmanuelle Claret · Florence Baverel · Corinne Niogret                 | 1:43:54,6 26:20,6 25:17,7 26:20,7 25:55,6 | 0+3 0+5 0+1 0+2 0+0 0+2 0+1 0+0 0+1 0+1  | +3:41,0  |
| 9       | 12 | Słowenia · Lucija Larisi · Andreja Grašič · Matejka Mohorič · Tadeja Brankovič                     | 1:44:18,8 27:12,3 24:44,3 26:21,5 26:00,7 | 2+8 1+6 1+3 1+3 0+1 0+3 0+1 0+0 1+3 0+0  | +4:05,2  |
| 10      | 2  | Szwecja · Maria Schylander · Magdalena Forsberg · Kristina Brounéus · Eva-Karin Westin             | 1:44:50,8 27:28,0 24:06,2 26:42,9 26:33,7 | 0+3 0+4 0+1 0+2 0+2 0+0 0+0 0+2 0+0 0+0  | +4:37,2  |
| 11      | 10 | Kazachstan · Inna Szeszkil · Margarita Dułowa · Jelena Dubok · Ludmiła Gurjewa                     | 1:45:22,9 25:24,6 25:27,0 28:35,5 25:55,8 | 0+5 2+6 0+2 0+2 0+0 0+1 0+0 2+3 0+3 0+0  | +5:09,3  |
| 12      | 1  | Białoruś · Irina Tananajko · Natalja Ryżenkowa · Natalja Moroz · Swietłana Paramygina              | 1:45:24,0 25:42,4 25:47,5 28:30,5 25:23,6 | 0+4 0+3 0+0 0+1 0+2 0+0 0+1 0+1          | +5:10,4  |
| 13      | 11 | Polska · Agata Suszka · Halina Pitoń · Iwona Daniluk · Anna Stera                                  | 1:45:45,5 25:58,1 26:33,6 27:01,0 26:12,8 | 0+5 2+10 0+1 0+2 0+2 1+3 0+1 0+2 0+1 1+3 | +5:31,9  |
| 14      | 14 | Japonia · Mami Shindō · Hiromi Suga · Mie Takeda · Ryōko Takahashi                                 | 1:46:23,0 25:31,2 26:08,8 27:51,3 26:51,7 | 1+7 0+8 0+1 0+1 1+3 0+3 0+0 0+3 0+3 0+1  | +6:09,4  |
| 15      | 15 | Stany Zjednoczone · Ntala Skinner · Stacey Wooley · Kara Salmela · Kristina Sabasteanski           | 1:48:30,2 26:35,0 27:12,1 26:21,2 28:21,9 | 0+6 1+6 0+1 0+2 0+0 0+1 0+3 0+0 0+2 1+3  | +8:16,6  |
| 16      | 16 | Bułgaria · Radka Popowa · Ekaterina Dafowska · Pawlina Filipowa · Walentina Pejczinowa             | 1:48:55,2 28:06,0 24:56,4 27:52,7 28:00,1 | 3+3 0+6 0+0 0+1 0+0 0+0 3+3 0+2 0+0 0+3  | +8:41,6  |
| 17      | 13 | Kanada · Inger-Kristin Berg · Myriam Bédard · Nicole Keddie · Michelle Collard                     | 1:53:15,0 28:44,6 25:20,0 29:56,1 29:14,3 | 2+8 1+7 1+3 0+2 0+1 0+0 1+3 1+3 0+1 0+2  | +13:01,4 |